# Franz Christoph Janneck

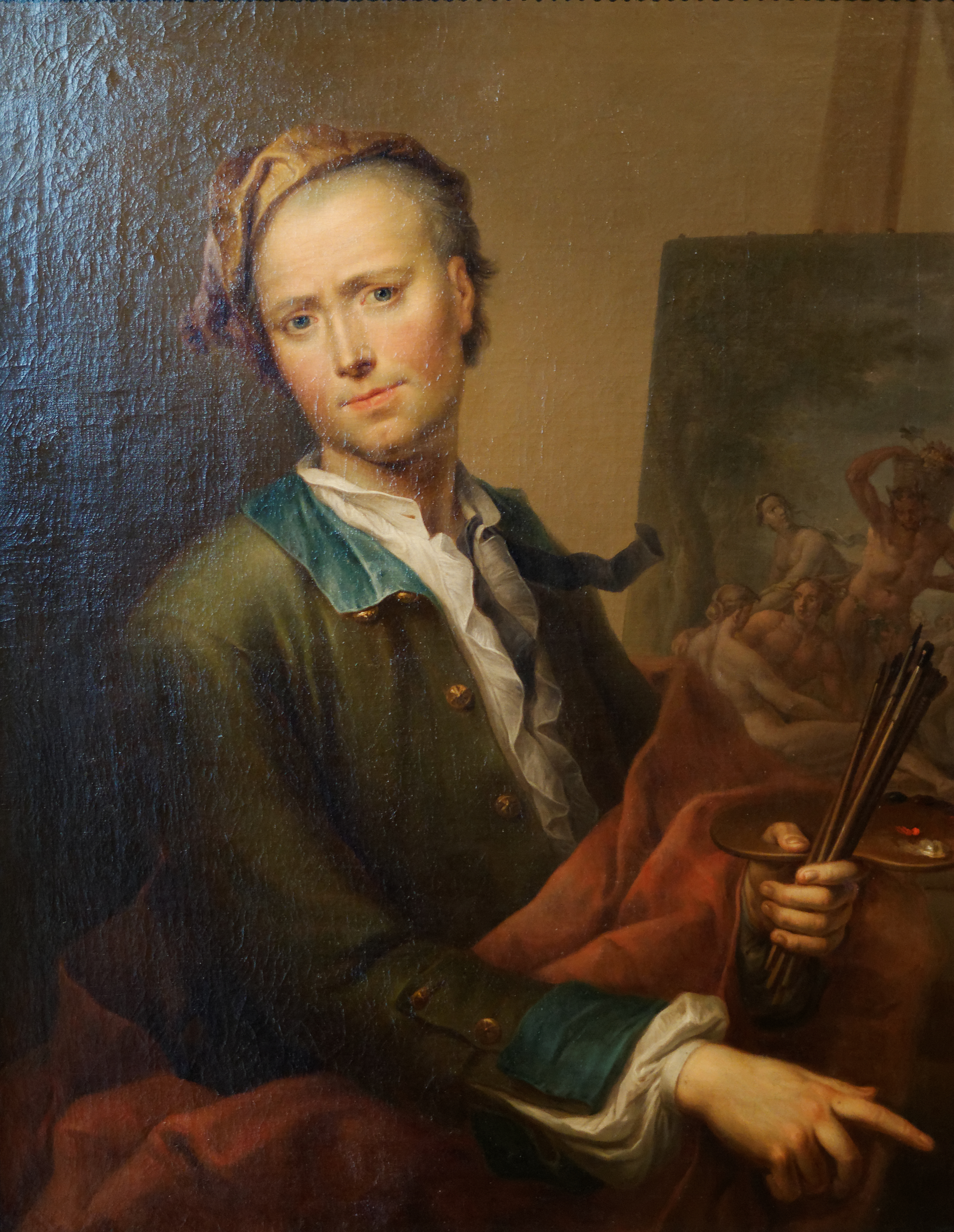
Selbstportrait 1740, Wien Museum

Franz Christoph Janneck (* 3. Oktober 1703 in Graz; † 13. Januar 1761 in Mariahilf, heute Wien, 6. Bezirk, Mariahilfer Straße 41) war ein Meister der Feinmalerei des Barock.

## Leben und Wirken
Franz Christoph Janneck zog nach der Ausbildung in Graz 1726 nach Wien und wurde Student der vom Hofmaler Jacob van Schuppen im Jahre 1725 neugegründeten K.k. Hofakademie der Maler, Bildhauer und Baukunst, der heutigen Wiener Akademie der bildenden Künste. Später setzte er seine Studien in Frankfurt am Main fort.
Am 26. Juni 1736 heiratete er in der Wiener Kirche St. Ulrich Anna Maria Cantonin, Tochter des Malers Franz Canton und der Maria Elisabeth. Trauzeugen waren der kaiserliche Kammerbildhauer Franz Joseph Lenzbauer, sowie die Malerkollegen Joseph Orient und Jacob Parbentz.
Er übernahm die Leitung einer Spezialschule für Malerei an der Wiener Akademie und wirkte dort 1752–1754 als Rektor. Ihm folgte bis 1757 Paul Troger.

### Hochaltar der Kaisersteinbrucher Kirche
Die vier erhaltenen Altäre der Kaisersteinbrucher Kirche waren nach dem Zweiten Weltkrieg und der nachfolgenden Besatzungszeit (1939–1955) jeglichen Schmuckes und sämtlicher Bilder beraubt. Im Dom- und Diözesanmuseum der Erzdiözese Wien befand sich das Gemälde Heilige Sippe (270 × 165 cm), von Franz Christoph Janneck 1750 gemalt, dessen Herkunft und Eigentümer nicht bekannt waren. Frau Sárolta Schredl, damalige Museumsleiterin, konnte sich eine Überstellung nach Kaisersteinbruch gut vorstellen und Kardinal Hans Hermann Groër erteilte die Genehmigung, dieses Bild als Dauerleihgabe im barocken Kaisersteinbrucher Hochaltar anzubringen. Bei der Montage am 11. Juni 1992 wurde festgestellt, dass die Maße des Bildes mit dem vorgegebenen Steinrahmen des Altares so gut wie übereinstimmen.

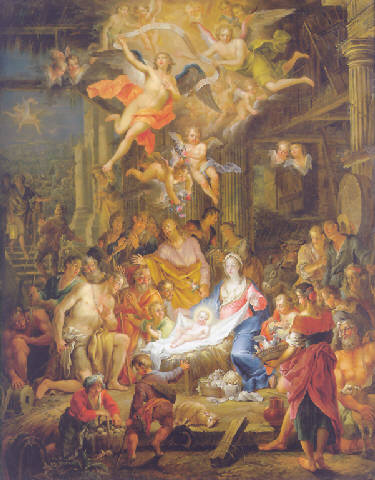
Privatbesitz, Geburt Christi
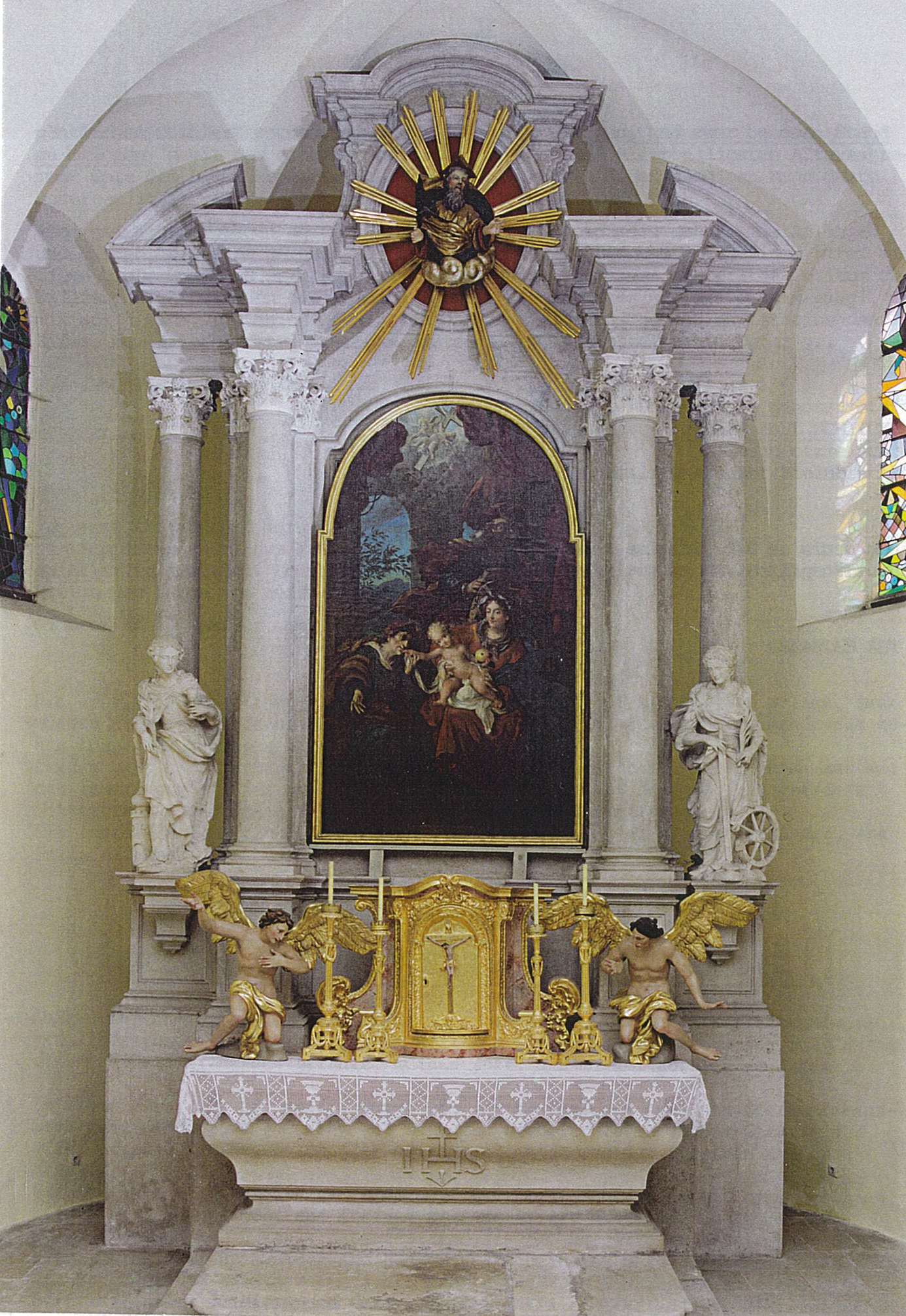
Kaisersteinbrucher Hochaltar, Bild: Die heilige Sippe
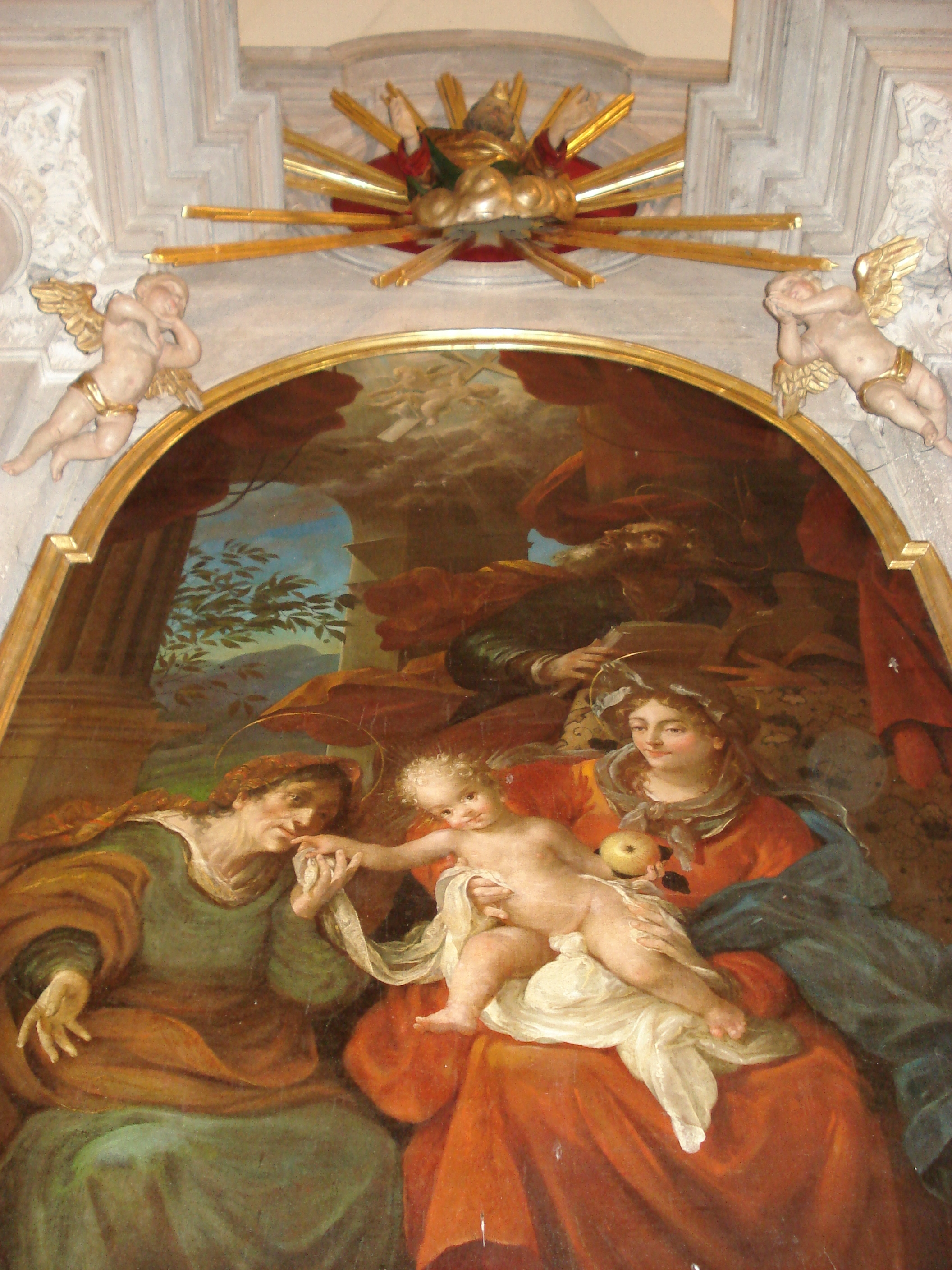
Heilige Sippe
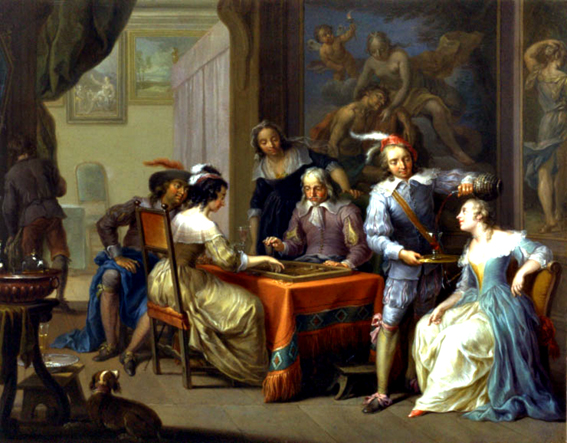
Grazer Joanneum, Gesellschaftsszene
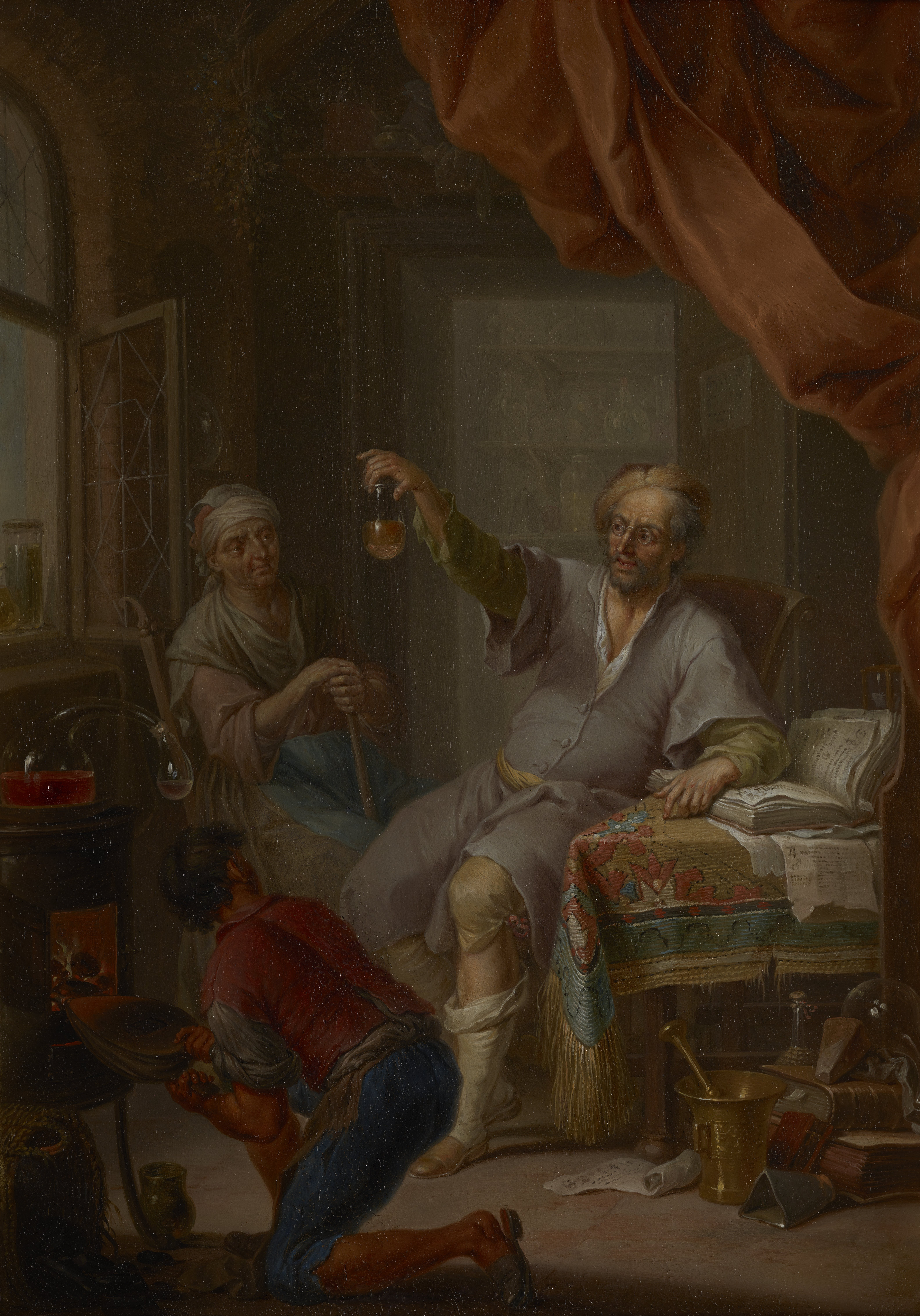
Der Medizinische Alchemist, Chemical Heritage Foundation

Franz Christoph Janneck beherrschte die Kabinett-, Miniatur- und Genremalerei, ebenso religiöse Darstellungen, Landschaften und Porträts.

## Rezeption
Einige seiner Werke befinden sich heute in der Alten Galerie des Grazer Universalmuseums Joanneum im Schloss Eggenberg, im Kunsthistorischen Museum in Wien, in der Österreichischen Galerie im Schloss Belvedere und im Schottenstift in Wien sowie im Pariser Louvre.
Die Residenzgalerie in Salzburg veranstaltete 1996 ein barockes Fest Reich mir die Hand, mein Leben mit Bildern von Franz Christoph Janneck und Johann Georg Platzer.
Die Stadt Wien ehrt den Künstler durch die Janneckgasse im 13. Bezirk, in Lainz, Siedlung Lockerwiese.

## Werke (Auswahl)
- Unterhaltung im Freien mit Tanz, um 1740, Öl auf Holz, 41 × 62 cm, Belvedere, Wien
- Unterhaltung im Freien mit Wein und Gesang, um 1740, Öl auf Holz, 41 × 62 cm, Belvedere, Wien
- Selbstportrait, um 1740, Öl auf Leinwand, Wien Museum, Wien